# MusicMe

musicMe est un service légal de diffusion gratuite de musique et de vidéo-clips en haute résolution, disponible en France.
musicMe a des accords avec les quatre majors de l'industrie du disque et 760 labels.

## Histoire
musicMe est une marque de Apache Network et a été créé en 2006 par Alexandre Marie, Ludovic Leu et Arnaud Masson.
En 2005, musicMe a obtenu la qualification d’entreprise innovante dans le cadre des FCPI (Oséo / ANVAR).
En 2006, musicMe participe à la convention d'affaires JETRO BIZMATCH@CEATEC JAPAN 2006 à Tōkyō, organisée par l'organisation japonaise du commerce extérieur.
Depuis le 9 juillet 2012, la société bénéficie d'une procédure de sauvegarde.

## Offre musicale
musicMe propose l'accès à l'écoute gratuite de son catalogue et une offre d'abonnement de téléchargements illimités :
- musicMe Free : écoute gratuite en ligne (plusieurs millions de titres) ;
- musicMe illimité : l'utilisateur télécharge, écoute et transfère à volonté sur son PC (ou sur un des trois baladeurs compatibles avec l'interface du site) un catalogue de plus de deux millions de titres durant la durée de l'abonnement (la tarification diffère entre PC et appareils mobiles).

Les écoutes gratuites illimitées ainsi que l’offre d’abonnement à musicMe sont actuellement exclusivement réservées au territoire français.

## Vidéo-clips en haute résolution
musicMe propose de visualiser gratuitement en streaming plusieurs millions de vidéo-clips en haute résolution.

## Les principaux éléments techniques du site
- Encodage des fichiers audio et vidéo :
  - fichiers audio en téléchargement "à la carte" : MP3 de 192 Kbit/s à 320 Kbit/s, AAC de 110 Kbit/s à 320 Kbit/s, WMA Lossless ;
  - fichiers audio en téléchargement illimité : 192 Kbit/s au format WMA DRM 10 ;
  - trois formats disponibles pour les vidéo-clips en haute résolution, dont un format pour une visualisation en plein écran HD.

- Fichiers audio en téléchargement « à la carte » :
  - les fichiers audio ne contiennent pas de DRM ;
  - compatibilité baladeurs et périphériques : tous les baladeurs et clés USB compatibles MP3 et/ou AAC.

- Fichiers audio en téléchargement illimité :
  - les fichiers audio contiennent des DRM afin de garantir la rémunération des ayants droit, ce qui limite la compatibilité avec certains appareils, et le nombre de transferts possibles ;
  - compatibilité baladeurs et périphériques : tous les baladeurs et clés USB compatibles « DRM PlayForSure Subscribtion » sont utilisables avec musicMe.

## Conditions générales de vente
La clause 6 prévoit que dans le cas des formules de téléchargements à la carte, si le compte reste inactif plus de six mois consécutifs (aucun morceau téléchargé), le compte est automatiquement fermé sans préavis et le crédit restant non remboursable.